# Tjele Gods
Tjele Gods er en fredet herregård nær den sydlige ende af Tjele Langsø midt mellem Viborg og Hobro. Bygningerne (fredet 1918, udvidet 1964) ligger i tæt forbindelse med nye og ældre avlslænger, og mod syd er en velbevaret, ældre park.
Tjele var oprindeligt knyttet til en mindre hovedgård beliggende i en landsby i Tjele Sogn, Sønderlyng Herred, Viborg Amt. Gårdens ejerhistorie kan spores tilbage til de to brødre Niels og Jep Eskildsen Basse, som i slutningen af 1300-tallet ejede sognets to hovedgårde, Tjeleris og Tjele. Henved 150 år senere var Tjeleris blevet til en almindelig fæstegård, mens Tjele var blevet en væsentlig herregård. Inden udgangen af 1500-tallet nedlagdes landsbyen og jorden blev inddraget under hovedgården

## De fredede bygninger
De fredede bygninger omfatter det såkaldte søndre hus fra ca. 1525 endnu en sidefløj, der ikke er omfattet af fredningen, og tilsammen indrammer bygningerne et indre, pikstensbelagt gårdrum. Hertil kommer den fredede hestestald af bindingsværk fra ca. 1600 nordvest for nordfløjen, der er sammenbygget med en længe af bindingsværk mod vest.

### Det søndre hus
Ældst er Det søndre hus, også kaldet sønderhuset eller stenhuset, blev bygget i begyndelsen af 1500-tallet som bolig for ejerne Jørgen og Mogens Lauridsen Løvenbalk. Huset er blandt de bedst bevarede og bedst undersøgte eksempler på de senmiddelalderlige stenhuse fra årtierne omkring 1500, der ofte er relativ små og korte huse af tegl og kampesten, som også kendes fra en række andre herregårde, som f.eks. Kokkedal og Odden i Vendsyssel eller Østrupgaard på Sydvestfyn.
Det søndre hus er i to etager over en dybtliggende tøndehvælvet kælder, og grundplanen måler 17,3×9,8 m. Det er opført af store marksten med en udvendig beklædning af munkesten, muret i et regelmæssigt munkeforbandt. Oprindeligt foregik adgangen til øverste etage via en udvendig trappe og en kort svalegang, mens adgangen til nederste etage foregik ad den vestligste af dørene ud mod borggården. Adgangen til kælderen foregik via kældernedgangen fra borggården, som i dag. Den nederste etage sammen med kælderen var oprindeligt til oplag og magasin. Øverste etage var oprindeligt indrettet til bolig for herremanden med et stort gavlrum i hver ende med hver sin kamin samt nogle mellemliggende rum. Senere blev den øvre etage omdannet til en stor sal. På væggene i den øverste etage er fremdraget dele af farverige kalkmalerier, hvor en ældre udsmykningen med et terningsmønster blev ændret til en udsmykning med accanthusranker i renæssancen.
Det søndre hus blev afbrændt af Skipper Clements bondehær i 1534 under borgerkrigen Grevens Fejde.
Der søndre hus gennemgik en istandsættelse og blev indrettet til beboelse af den nye ejer Erik Skram Fasti. Det er med stor sandsynlighed også ham, der gjorde vinduerne større, ændrede den oprindelige hemmelighed (lokum) på bygningens sydside, og rejste et rundt trappetårn på gårdsiden. Disse tilbygninger er dog senere fjernet igen.

### Østfløjens lave del
Erik Skram Fasti lod endvidere ca. 1560 opføre en bindingsværkslænge i to etager ved det nordøstre hjørne af søndre hus. Bortset fra de seks sydligste fag af bygningens østside ud mod haven, er bindingsværket senere blevet udskiftet med grundmur.

### Vinkelbygningen
Erik Skram Fastis søn, Jørgen Skram Fasti, lod i første del af 1580’erne opføre ny hovedbygning, hvormed det søndre hus fik en mindre betydende funktion. Den nye hovedbygning er en grundmuret vinkelbygning i to etager på en sokkel af store granitkvadre og med grathvælvet portgennemkørsel (den høje nord og østfløj). Bygningen var oprindeligt i blank, rød teglmur, men er senere blevet hvidkalket. Bygningen blev ikke opført på en gang, og østfløjen er således et par år ældre end nordfløjen med porten, som en stenplade over portgennemkørslen fortæller stod færdig i 1585. Endvidere er vestlige fag efter portgennemkørselen i nordfløjen og den smallere tårnagtige bygning øst for østfløjen kommet til senere.

### Staldbygningen
Nordvest for borggården ligger en hestestald af bindingsværk fra ca. 1600, der er sammenbygget bindingsværkslænge mod vest. De er begge opført i et stokværk af sorttjæret bindingsværk med rødkalkede tavl og med stråtækkede tage.

## Ejerhistorie
Det var under brødrene Jørgen og Mogens Lauridsen Løvenbalk, at det søndre hus bygges i begyndelsen af 1500-tallet. Mogens Lauridsen Løvenbalk døde 1536, hvorefter søsteren Maren Lauridsen Løvenbalk og hendes mand, Erik Skram Fasti, tog Tjele i deres besiddelse. Enken efter Mogens, den skotske Genete Gragengelt, og deres to børn måtte forlade gården, hvilket gav anledning til en længere arvestrid, der først afsluttedes ved forlig i 1571. Begivenhederne inspirerede H.F. Ewald til den historiske roman, Den skotske Kvinde på Tjele (1871).  Erik Skram Fastis søn, Jørgen Skram Fasti, kom i betydelig grad til at præge Tjeles historie. Han arbejde på at samle godsets jorder omkring hovedgården, og han nedlagde de 12 fæstegårde, der udgjorde landsbyen Tjele, og lagde deres jord under hovedgården. 
Den 27. september 1635 købte Erik Grubbe Tjele. Erik Grubbes yngste barn Marie Grubbe havde en usædvanlig skæbne, der ofte er blevet anvendt som litterært motiv, bl.a. i Epistel 89 af Ludvig Holberg (1748), i Brudstykker af en Landsbydegns Dagbog af Steen Steensen Blicher (1824), i Hønse-Grethes Familie af H.C. Andersen (1869), i Fru Marie Grubbe af J.P. Jacobsen (1876), i Kysse Marie (1994) af Juliane Preisler og i Dyrets år af Lone Hørslev (2014).
Efter Erik Grubbe ejedes Tjele i kort tid af svigersønnen Jørgen Arenfeldt, hvorefter Geert Didrick Levetzau købte Tjele.
Efter Levetzaus død købes Tjele på auktion i 1737 af generalmajor Christian Ditlev von Lüttichau, som i 1759 oprettede Stamhuset Tjele. I 1930 overgik Tjele til fri ejendom i henhold til lensafløsningen 1919 og stamhuset opløstes. Tjele er fortsat i slægten Lüttichaus eje.
Tjele Gods er i dag på 3061 hektar.

## Ejere af Tjele
- (1392) Niels Eskildsen Basse / Jep Eskildsen Basse
- (1392-1418) Jep Eskildsen Basse
- (1418-1440) Eskild Jepsen Basse
- (1440-1450) Mogens Jensen Løvenbalk
- (1450-1478) Christian Eskildsen Basse
- (1478-1500) Laurids Mogensen Løvenbalk
- (1500-1531) Jørgen Lauridsen Løvenbalk / Mogens Lauridsen Løvenbalk
- (1531-1536) Mogens Lauridsen Løvenbalk
- (1536-1568) Erik Skram Fasti
- (1568-1592) Jørgen Eriksen Skram Fasti
- (1592-1612) Christen Munk
- (1612-1623) Maren Jørgensdatter Fasti
- (1623-1635) Karen Hansdatter Lange
- (1635-1692) Erik Lauridsen Grubbe
- (1692-1698) Jørgen Arenfeldt
- (1698-1737) Gert Didrik von Levetzow

- (1737-1767) Christian Ditlev von Lüttichau
- (1767-1801) Hans Helmuth von Lüttichau
- (1801-1809) Christian Ditlev von Lüttichau
- (1809-1824) Ida von Bülow gift von Lüttichau
- (1824-1857) Hans Helmuth von Lüttichau
- (1857-1911) Christian Ditlev von Lüttichau
- (1911-1921) Hans Helmuth von Lüttichau
- (1921-1963) Christian Ditlev von Lüttichau
- (1963-1988) Hans Helmuth von Lüttichau
- (1988- 2013) Hans Helmuth von Lüttichau
- (2013-) Christian Ditlev von Lüttichau